# Мадагаскар на Светском првенству у атлетици у дворани 2012.
Мадагаскар је једанаести пут учествовала на Светском првенству у атлетици у дворани 2012. одржаном у Истанбулу од 9. до 11. марта. Репрезентацију Мадагаскара представљала је једна такмичарка, која се такмичила у трци на 60 метара са препонама.
Мадагаскар није освојио ниједну медаљу али је оборен национални рекорд.

## Учесници
Жене:
- Роза Ракотозафи — 60 м препоне

## Резултати

### Жене
| Атлетичарка     | Дисциплина   | Лични рекорд | Квалификације | Квалификације | Полуфинале            | Полуфинале            | Финале                | Финале       | Детаљи |
| Атлетичарка     | Дисциплина   | Лични рекорд | Резултат      | Место         | Резултат              | Место                 | Резултат              | Место        | Детаљи |
| --------------- | ------------ | ------------ | ------------- | ------------- | --------------------- | --------------------- | --------------------- | ------------ | ------ |
| Роза Ракотозафи | 60 м препоне | 8,14         | 8,74 ЛРС      | 7. у гр. 1    | Није се квалификовала | Није се квалификовала | Није се квалификовала | 25 / 28 (31) |        |